# Żyła twarzowa

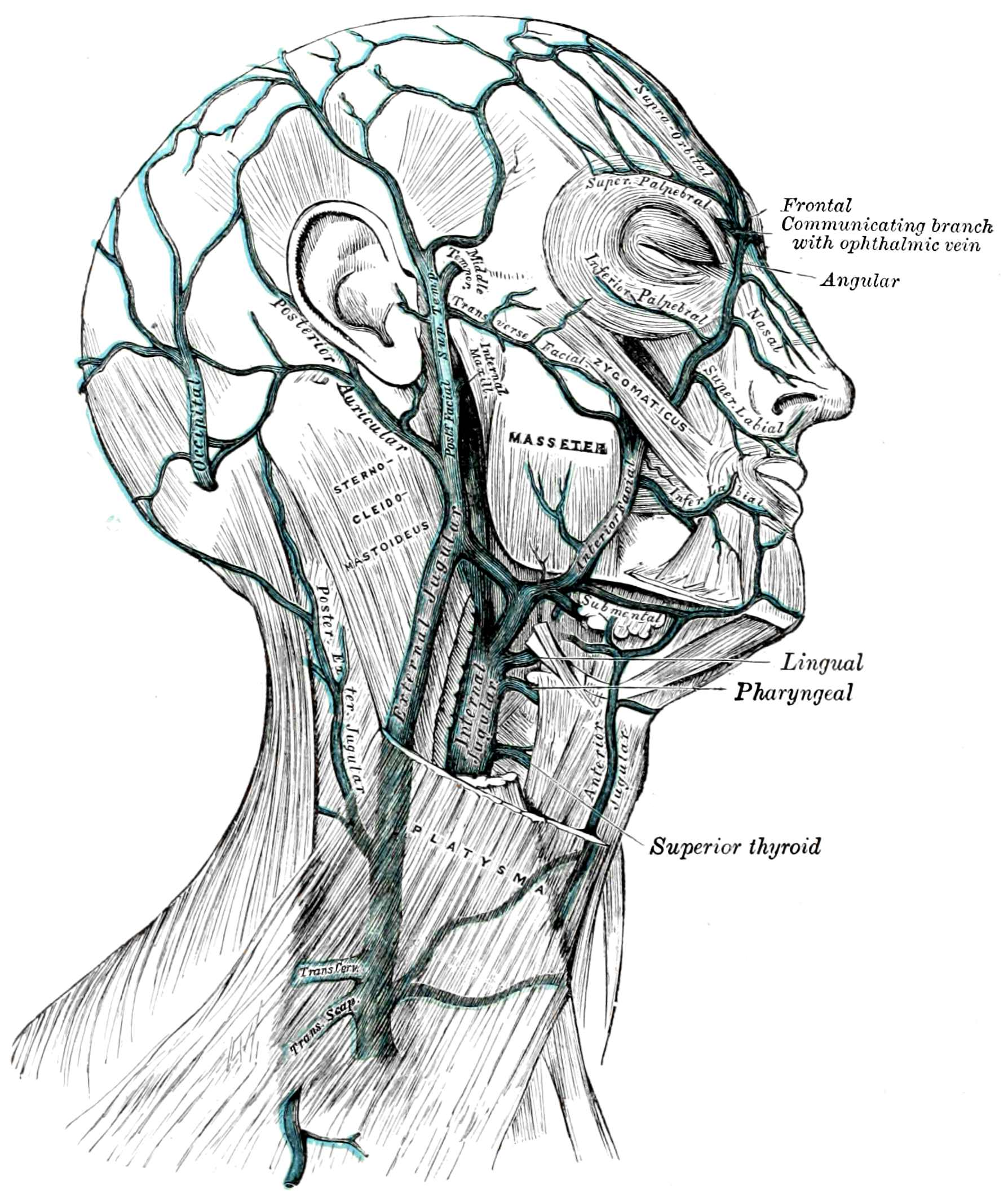
Żyły twarzy i szyi. Żyła twarzowa podpisana Anterior Facial.

Żyła twarzowa (łac. vena facialis), dawniej żyła twarzowa przednia (vena facialis anterior) – w anatomii człowieka jedna z powierzchownych żył głowy i szyi. Pod względem obszaru, z którego odprowadza krew, odpowiada większej części tętnicy szyjnej zewnętrznej.
Początek żyły twarzowej znajduje się w przyśrodkowym kącie oka z połączenia żyły nadbloczkowej i żyły nadoczodołowej, jej pierwszy odcinek nosi nazwę żyły kątowej. Biegnie skośnie na powierzchni bocznej twarzy, pod lub nad mięśniem jarzmowym mniejszym i pod mięśniem jarzmowym większym, mając bardziej prosty przebieg niż towarzysząca mu tętnica twarzowa, ku tyłowi od niej. Na wysokości kości gnykowej uchodzi do żyły szyjnej wewnętrznej za pośrednictwem wspólnego pnia z żyłą językową i żyłą tarczową górną albo samodzielnie.
Jej dopływami są żyły powiekowe, żyły nosowe zewnętrzne, żyły wargowe, żyła głęboka twarzy, gałęzie przyusznicze, żyła podbródkowa, żyła podniebienna zewnętrzna i żyła zażuchwowa. Wytwarza zespolenia z zatoką jamistą przez żyłę oczną górną i ze splotem żylnym skrzydłowym (w dole podskroniowym) poprzez żyły oczną dolną i głęboką twarzy. W żyle twarzowej nie występują zastawki.
Wymienione zespolenia i brak zastawek powodują, że zakażenia w obrębie twarzy mogą się szerzyć do zatoki jamistej i splotu skrzydłowego. Trójkątna powierzchnia pomiędzy kątami ust a nasadą nosa jest uznawana za niebezpieczny trójkąt twarzy.